# Džon Don
Džon Don (/dʌn/ ; 22. januar 1572 – 31. mart 1631) bio je engleski pesnik, učenjak, vojnik i službenik rođen u katoličkoj porodici, delu katoličkog preporoda, koji je nevoljno postao sveštenik u crkvi Engleske. On je bio upravnik katedrale Svetog Pavla u Londonu (1621–1631). Don se smatra najistaknutijim predstavnikom metafizičkih pesnika. Njegova pesnička dela prepoznata su po metaforičnom i senzualnom stilu, a obuhvataju sonete, ljubavne pesme, religiozne pesme, latinske prevode, epigrame, elegije, pesme, satire. On je isto tako poznat je i po svojim propovedima.
Donov stil karakterišu nagla otvaranja i razni paradoksi, ironije i dislokacije. Ove osobine, zajedno sa njegovim čestim dramatičnim ili svakodnevnim ritmovima govora, njegovom napetom sintaksom i oštrom elokvencijom, bile su reakcija na uglađenost konvencionalne elizabetanske poezije i prilagođavanje na engleski jezik evropskih baroknih i manirističkih tehnika. Njegovu ranu karijeru obeležila je poezija koja je nosila ogromno znanje o engleskom društvu. Druga važna tema u Donovoj poeziji je ideja prave religije, nešto o čemu je on mnogo vremena razmišljao i o čemu je često teoretisao. Pisao je svetovne pesme, kao i erotske i ljubavne pesme. Posebno je poznat po svom vladanju metafizičkim umišljenostima.
Uprkos velikom obrazovanju i poetskom talentu, Don je živeo u siromaštvu nekoliko godina, u velikoj meri oslanjajući se na bogate prijatelje. Veći deo novca koji je nasledio tokom i nakon školovanja potrošio je na ženskarenje, književnost, zabavu i putovanja. Godine 1601, Don se tajno oženio Enom Mor, sa kojom je imao dvanaestoro dece. Godine 1615, rukopoložen je za anglikanskog đakona, a potom i za sveštenika, iako nije želeo da prima svete činove i to je učinio samo zato što je to naredio kralj. Bio je i narodni poslanik 1601. i 1614. godine.

## Biografija

### Rani život
Don je rođen u Londonu 1571. ili 1572. godine, u rekuzantskoj rimokatoličkoj porodici kada je praktikovanje te religije bilo ilegalno u Engleskoj. Don je bio treće od šestoro dece. Njegov otac, takođe po imenu Džon Don, oženjen sa Elizabet Hejvud, bio je velškog porekla i upravnik kompanije Ajronmangers u gradu Londonu. Međutim, izbegavao je neželjenu pažnju vlade iz straha od progona.
Njegov otac je umro 1576. godine, kada je Don imao četiri godine, ostavljajući njegovoj majci Elizabetu odgovornost da sama odgaja decu. Hejvud je takođe bila iz rekuzantske rimokatoličke porodice, ćerka Džona Hejvuda, dramskog pisca, i sestra prečasnog Džaspera Hejvuda, jezuitskog sveštenika i prevodioca. Ona je bila i pranećakinja Tomasa Mora. Nekoliko meseci nakon što joj je muž umro, Donova majka se udala za dr Džona Simingsa, bogatog udovca sa troje dece.
Don se privatno školovao; međutim, nema dokaza koji podržavaju popularnu tvrdnju da su ga podučavali jezuiti. Godine 1583, sa 11 godina, počeo je da studira na Hart Holu, sadašnjem Hertford koledžu u Oksfordu. Posle tri godine studija, Don je primljen na Univerzitet u Kembridžu, gde je studirao još tri godine. Don, međutim, nije mogao da dobije diplomu ni na jednoj instituciji zbog svog katoličanstva, pošto je odbio da položi zakletvu vrhovne vlasti koja je potrebna da bi diplomirao. Godine 1591, primljen je kao student pravne škole Tavis In, jednog od pripadnika Kancelarijske gostionice u Londonu. Dana 6. maja 1592, primljen je u Linkolnov In, jedan od Sudskih inova.
Godine 1593, pet godina nakon poraza Španske armade i tokom povremenog Anglo-španskog rata (1585–1604), kraljica Elizabeta je izdala prvi engleski statut protiv sektaškog neslaganja iz Engleske crkve, pod nazivom „Zakon za obuzdavanje papskih odvratnika”. Ona je definisala „popske rekuzante“ kao one „osuđene zato što se nisu pripojili nekoj crkvi, kapeli ili uobičajenom mestu za zajedničku molitvu da bi tamo čuli Božansku službu, već su odustali od toga što je suprotno principu zakona i statuta koji su do sada doneti i predviđeni u to ime". Donov brat Henri takođe je bio univerzitetski student pre hapšenja 1593. zbog skrivanja katoličkog sveštenika, Vilijama Haringtona, i umro je u zatvoru Njugejt od bubonske kuge, što je navelo Dona da počne da dovodi u pitanje svoju katoličku veru.
Tokom i nakon školovanja, Don je potrošio veliki deo svog značajnog nasledstva na žene, književnost, razonodu i putovanja. Iako nema podataka o tome gde je Don putovao, on je ipak prešao Evropu i kasnije se borio zajedno sa grofom od Eseksa i ser Volterom Ralijem protiv Španaca u Kadizu (1596) i na Azorima (1597), i bio svedok gubitka španskog vodećeg broda, San Felipe. Prema njegovom najranijem biografu,
... on se nije vratio u Englesku sve dok nije ostao nekoliko godina, prvo u Italiji, a zatim u Španiji, gde je napravio mnoga korisna zapažanja o tim zemljama, njihovim zakonima i načinu vladavine, i vratio se sa savršenim poznavanjem njihovih jezika.— Walton 1888, стр. 20